# Ötvös Gyula
Ötvös Gyula (Kisborosnyó, 1939. június 8. –) erdélyi magyar pedagógus, helytörténész, muzeológus.

## Életútja
Római katolikus családból származik, középiskoláit Sepsiszentgyörgyön végezte, majd a Babeș–Bolyai Tudományegyetemen szerzett tanári oklevelet angol nyelv- és irodalomból (1963). Tanári pályáját Csíkszentdomokoson kezdte, 1968-tól Kézdivásárhelyen tanár és a városi múzeum munkatársa; részt vett a múzeum régészeti kutatásaiban, s azoknak eredményeiről Régészeti felfedezések Kézdivásárhely környékén c. tanulmányában (ATOM – Természettudományi Szemle, 1971) számolt be.
Feleségével, a történelemtanár Ötvös Veronikával együtt megírta a kézdivásárhelyi volt Kantai Gimnázium, a Nagy Mózes Líceum történetét (Alma Mater 1680-1980. Monográfia. Kézdivásárhely, 1980). Háromszék jótevője c. könyve 1990-ben jelent meg Sepsiszentgyörgyön.